# Вон, Терри Джей
Терри Хуанита «Джей» Вон (англ. Terri Juanita «J.» Vaughn; 16 января 1969, Сан-Франциско, Калифорния) — американская актриса и продюсер. Она известна своими телевизионными ролями в ситкомах «Шоу Стива Харви», (The WB, 1997—2002), «Всё о нас» (UPN, 2003—2005) и «Знакомство с Браунами» (TBS, 2009—2011).

## Жизнь и карьера
Вон появилась в нескольких телевизионных шоу, прежде чем в 1995 году дебютировать в кино, в комедиях «Пятница» и «Не грози Южному централу, попивая сок у себя в квартале». После она снялась с Джоан Северанс в фильмах «Чёрный скорпион» и «Чёрный скорпион II». С тех пор она нашла больший успех благодаря ролям на телевидении, наиболее значимо в ситкоме The WB «Шоу Стива Харви», где Вон снималась с 1997 по 2002 год. Затем она взяла на себя более серьёзную роль в сериале Showtime «Пища для души», после чего вернулась к ситкому с ролью в «Всё о нас» (UPN, 2003—2005).
В 2007 году Вон взяла на себя роль второго плана в фильме Тайлера Перри «Папина дочка», а в 2009—2011 годах снималась в его ситкоме «Знакомство с Браунами». Также Вон появилась во множестве низкобюджетных фильмов, снятых в Атланте. В 2016 году она взяла на себя второстепенную роль в сериале Oprah Winfrey Network «Гринлиф».
Вон родилась в Сан-Франциско, штат Калифорния. В 1999—2005 года она была замужем за композитором Дерриком А. Каролина. В этом браке Вон родила своего первенца — сына Дэйлена Али Каролину (род. в октябре 2001). С 19 января 2008 года Вон замужем за футболистом Кэроном Райли. В этом браке она родила своего второго сына — Кэл’эль Джозеф Райли (род. 21.04.2008).

## Телевидение
| Год       | Название на русском   | Название на английском | Роль                          | Примечания |
| --------- | --------------------- | ---------------------- | ----------------------------- | --- |
| 1993      |                       | Living Single          | Woman #1                      | Episode: «Great Expectations» |
| 1993      |                       | The Sinbad Show        | Woman #1                      | Эпизод: «Strictly Business» |
| 1994      | Женаты… с детьми      | Married… with Children | Connie                        | Эпизод: «Business Sucks: Part 1» |
| 1994-1995 | Дела семейные         | 'Family Matters        | Girl #1 at Party Eddie’s Date | Эпизоды: «Beta Chi Guy» и «They Shoot Urkels, Don’t They?» |
| 1995      |                       | Sherman Oaks           | Denise Cook                   | Эпизод: «Attack of the Killer Tomatoes» |
| 1997-2002 | Шоу Стива Харви       | The Steve Harvey Show  | Lovita Alize Jenkins Robinson | Регулярная роль, 101 эпизод NAACP Image Award за лучшую женскую роль второго плана в комедийном сериале (2001—2003) Номинация — NAACP Image Award за лучшую женскую роль второго плана в комедийном сериале (2000) |
| 1999      | Скорая помощь         | ER                     | Mrs. Gleason                  | Эпизод: «Point of Origin» |
| 2002-2003 | Пища для души         | Soul Food              | Eva Holly                     | 4 эпизода Номинация — NAACP Image Award за лучшую женскую роль второго плана в драматическом сериале (2004) |
| 2003      | Подруги               | Girlfriends            | Tasha                         | Эпизод: «Single Mama, Drama» |
| 2003-2005 |                       | All of Us              | Jonelle Abrahams              | Регулярная роль, 46 эпизодов Номинация — BET Comedy Award за лучшую женскую роль второго плана в комедийном сериале (2004)                                                                                         |
| 2009—2011 | Знакомство с Браунами | Meet the Browns        | Renee                         | Регулярная роль, 58 эпизодов |
| 2016      | Гринлиф               | Greenleaf              | Melisse                       | |